# Arturo Pérez del Castillo
Arturo Pérez del Castillo (Concepción, Chile, 24 de agosto de 1925 - Buenos Aires, Argentina, 5 de diciembre de 1992) fue un dibujante de historietas chileno nacionalizado argentino, de gran reconocimiento en Argentina.

## Biografía
Durante un tiempo se radicó en la capital del país Santiago de Chile. En 1948, su hermano Jorge, también dibujante y radicado en Argentina, dónde gozaba de cierto reconocimiento, lo incita a mudarse al país vecino.
Arturo decide viajar y en sus comienzos comenzó a trabajar en la Editorial Columba como letrista. Más tarde colabora con dibujos e ilustraciones. Entre sus primeros trabajos se cuenta la adaptación de la película Vidalita para la revista Aventuras y las adaptaciones de novelas clásicas para Intervalo. Su trabajo sobre El hombre que ríe de Víctor Hugo le merecen reconocimiento en Argentina y Europa.
En 1957 desembarca en la Editorial Frontera, dónde junto al fundador de la revista y guionista Héctor Germán Oesterheld realiza su primer gran trabajo: Randall, the killer, un western convertido más tarde en referencia del género. La serie era publicada en Hora Cero.
Más adelante, con el lento declinar de la historieta argentina, comienza a colaborar para la editorial inglesa Fleetway, en la que realiza diversas adaptaciones literarias. Las más reconocidas fueron las de Los tres mosqueteros y El hombre de la máscara de hierro, ambas de Alexandre Dumas.
Ya en la década de 1960 dibuja Garret, el montaraz y Dan Rover con guiones de Ray Collins, ambas para la revista Misterix.
Para la década siguiente comienza a trabajar en la revista Skorpio de Editorial Récord, realizando El Cobra (una nueva versión de Garret) junto a Ray Collins y el Loco Sexton junto a Oesterheld. También dibuja unitarios y series cortas, (Comanchero, con guiones de Alfredo J. Gras o Guillermo Saccomano; Bannof, con guiones de Walter Slavich; La Dama de las Cavernas o La Bestia con guiones de Mazzitelli, entre otros). Dibuja asimismo para las revistas de Columba como El Tony, D'artagnan o Fantasía. En El Tony,  nuevamente con Ray Collins, crean Bannister, un vaquero fugitivo acompañado por un muchacho de ciudad.

## Premios
En 1979 recibe un premio en el marco de la Bienal Internacional de Córdoba y en 1980 le otorgan el Yellow Kid a su trayectoria en el Salón de Lucca XIV, máximo reconocimiento en el cómic mundial. Por la misma época también expone su trabajo de historieta en el museo del Louvre.